# Olympische Sommerspiele 2004/Teilnehmer (Chile)
| Gelbes Symbol für Goldmedaillen mit stilisierten Olympischen Ringen | Graues Symbol für Silbermedaillen mit stilisierten Olympischen Ringen | Braundes Symbol für Bronzemedaillen mit stilisierten Olympischen Ringen |
| ------------------------------------------------------------------- | --------------------------------------------------------------------- | ----------------------------------------------------------------------- |
| 2                                                                   | —                                                                     | 1                                                                       |

Chile nahm an den Olympischen Sommerspielen 2004 in Athen, Griechenland, mit einer Delegation von 22 Sportlern (16 Männer und sechs Frauen) teil.

## Medaillengewinner
Mit zwei gewonnenen Gold- und einer Bronzemedaille belegte das chilenische Team Platz 39 im Medaillenspiegel.

### Gold
| Name(n)                           | Sportart | Wettkampf |
| --------------------------------- | -------- | --------- |
| Nicolás Massú                     | Tennis   | Einzel    |
| Nicolás Massú & Fernando González | Tennis   | Doppel    |

### Bronze
| Namen             | Sportart | Wettkampf |
| ----------------- | -------- | --------- |
| Fernando González | Tennis   | Einzel    |

## Teilnehmer nach Sportarten

### Fechten
- Paris Inostroza
Degen, Einzel: 23. Platz

### Judo
- Gabriel Lama
Mittelgewicht: in der 1. Runde ausgeschieden

### Kanu
- Jonnathan Tafra
Einer-Canadier, 1000 Meter: Halbfinale

### Leichtathletik
- Marco Antonio Verni
Kugelstoßen: In der Qualifikation ausgeschieden

- Érika Olivera
Frauen, Marathon: 58. Platz

- Carolina Torres
Frauen, Stabhochsprung: 33. Platz in der Qualifikation

### Radsport
- Marcelo Arriagada
Straßenrennen, Einzel: Rennen nicht beendet

- Marco Arriagada
Punkterennen; 11. Platz

- Cristóbal Silva
Mountainbike, Cross-Country: 40. Platz

### Rudern
- Óscar Vásquez
Einer: 23. Platz

- Soraya Jadué
Frauen, Einer: 11. Platz

### Schießen
- Jorge Atalah
Skeet: 31. Platz

### Schwimmen
- Max Schnettler
100 Meter Freistil: 49. Platz

- Giancarlo Zolezzi
200 Meter Freistil: 39. platz
400 Meter Freistil: 25. Platz
1500 Meter Freistil: 30. Platz

- Kristel Köbrich
Frauen, 400 Meter: 26. Platz
Frauen, 800 Meter: 15. Platz

### Segeln
- Matías del Solar
Finn-Dinghy: 23. Platz

### Tennis
- Nicolás Massú
Einzel: Gold 
Doppel: Gold

- Fernando González
Einzel: Bronze 
Doppel: Gold

### Tischtennis
- Juan Papic
Einzel: 49. Platz
Doppel: 25. Platz

- Alejandro Rodríguez
Doppel: 25. Platz

- Berta Rodríguez
Frauen, Einzel: 49. Platz
Frauen, Doppel: 33. Platz

- María Paulina Vega
Frauen, Doppel: 33. Platz